# A estiba
A estiba es una serie de televisión española producida por Voz Audiovisual y emitida por la Televisión de Galicia desde el 22 de septiembre de 2019 en prime time. La primera temporada constó de 17 episodios.

## Sinopsis
El mismo día en el que Manuela Fortes (Melania Cruz) vuelve a la ciudad ficticia de Ardora para sustituir a su padre Emilio (Luís Iglesia) al frente de la comisaría, un barco atraca en el puerto con toda su tripulación masacrada. Cuando los agentes de policía intentan investigar lo sucedido, se encuentran con que en el puerto, controlado por el viejo conocido de la policía César Longueira (Adrián Castiñeiras) rige una sola ley, la del silencio.

## Personajes
- Melania Cruz como la comisaria Manuela Fortes.
- Adrián Castiñeiras como César Longueira.
- Luís Iglesia como el ex comisario Emilio Fortes.
- Antea Rodríguez como Cruz Fortes.
- Desiré Pillado como Rosalía Fortes.
- Fran Lareu como Ramiro.
- Ana Santos como Josefa.
- Machi Salgado como Salvador Longueira.
- Nacho Nugo como Antón Longueira.
- David Novas como Marcos.
- Humy Donado como Mercedes.
- Héctor Carballo como Kubala.
- Paula Cereixo como Estela.
- Lois Soaxe como Castor.
- Fernando Dacosta como Miguel.
- Will Shephard como Lucas.
- Abigail Montiel como Eva.
- Nuncy Valcárcel como Sofía.
- Marcos Orsi como Lionel Barbosa.

## Episodios
| N.º (serie) | N.º (temp.) | Título                         | Fecha de emisión         | Nº Espectadores | Cuota de pantalla |
| ----------- | ----------- | ------------------------------ | ------------------------ | --------------- | ----------------- |
| 1           | 1           | «Un reino de 20 metros»        | 22 de septiembre de 2019 | 104.000         | 11,6%             |
| 2           | 2           | «Cabalo de Troia»              | 29 de septiembre de 2019 | 122.000         | 13,5%             |
| 3           | 3           | «Débeda de sangue»             | 6 de octubre de 2019     | 77.000          | 8,5%              |
| 4           | 4           | «Retornos»                     | 13 de octubre de 2019    | -               | -                 |
| 5           | 5           | «Unha parte escura»            | 20 de octubre de 2019    | 91.000          | 10,1%             |
| 6           | 6           | «Caza de bruxas»               | 27 de octubre de 2019    | 71.000          | 8,1%              |
| 7           | 7           | «Antes da tormenta - 1ª parte» | 3 de noviembre de 2019   | 90.000          | 9%                |
| 8           | 8           | «Antes da tormenta - 2ª parte» | 17 de noviembre de 2019  | 75.000          | 8,2%              |
| 9           | 9           | «4:49»                         | 24 de noviembre de 2019  | 58.000          | 7,3%              |
| 10          | 10          | «Folga»                        | 1 de diciembre de 2019   | 79.000          | 10,2%             |
| 11          | 11          | «Perecedoiros»                 | 8 de diciembre de 2019   | -               | -                 |
| 12          | 12          | «O ollo do furacán»            | 15 de diciembre de 2019  | 84.000          | 10,4%             |
| 13          | 13          | «Faino por ti»                 | 22 de diciembre de 2019  | -               | -                 |
| 14          | 14          | «A soidade do césar»           | 29 de diciembre de 2019  | 79.000          | 10,4%             |
| 15          | 15          | «Morrer por nada - 1ª parte»   | 12 de enero de 2020      | -               | -                 |
| 16          | 16          | «Morrer por nada - 2ª parte»   | 19 de enero de 2020      | 68.000          | 8,1%              |
| 17          | 17          | «O prezo a pagar»              | 26 de enero de 2020      | 61.000          | 6,8%              |